# Sierra prohibida
Sierra prohibida es un wéstern estadounidense de 1966 dirigido por Sidney J. Furie y rodado en Technicolor. La película está basada en una novela de Robert McLeod (The Appaloosa, 1963) e interpretada en sus principales papeles por Marlon Brando, Anjanette Comer y John Saxon. Este último fue nominado en 1967 en los Premios Globo de Oro como mejor actor de reparto.

## Intérpretes
| Actor            | Personaje             |
| ---------------- | --------------------- |
| Marlon Brando    | Matt Fletcher (Mateo) |
| Anjanette Comer  | Trini                 |
| John Saxon       | Chuy Medina           |
| Emilio Fernández | Lázaro                |
| Alex Montoya     | Squint-Eye            |
| Miriam Colón     | Ana                   |
| Rafael Campos    | Paco                  |
| Frank Silvera    | Ramos                 |
| Larry D. Mann    | Sacerdote             |

## Argumento
En 1870, Mateo llega a Ojo Prieto, una pequeña ciudad estadounidense fronteriza con México, después de estar ausente muchos años de esas tierras. Cabalga un excelente ejemplar de appaloosa, caballo que piensa usar como semental en el rancho que quiere montar con Paco, su amigo desde la infancia, y así cumplir un viejo sueño.

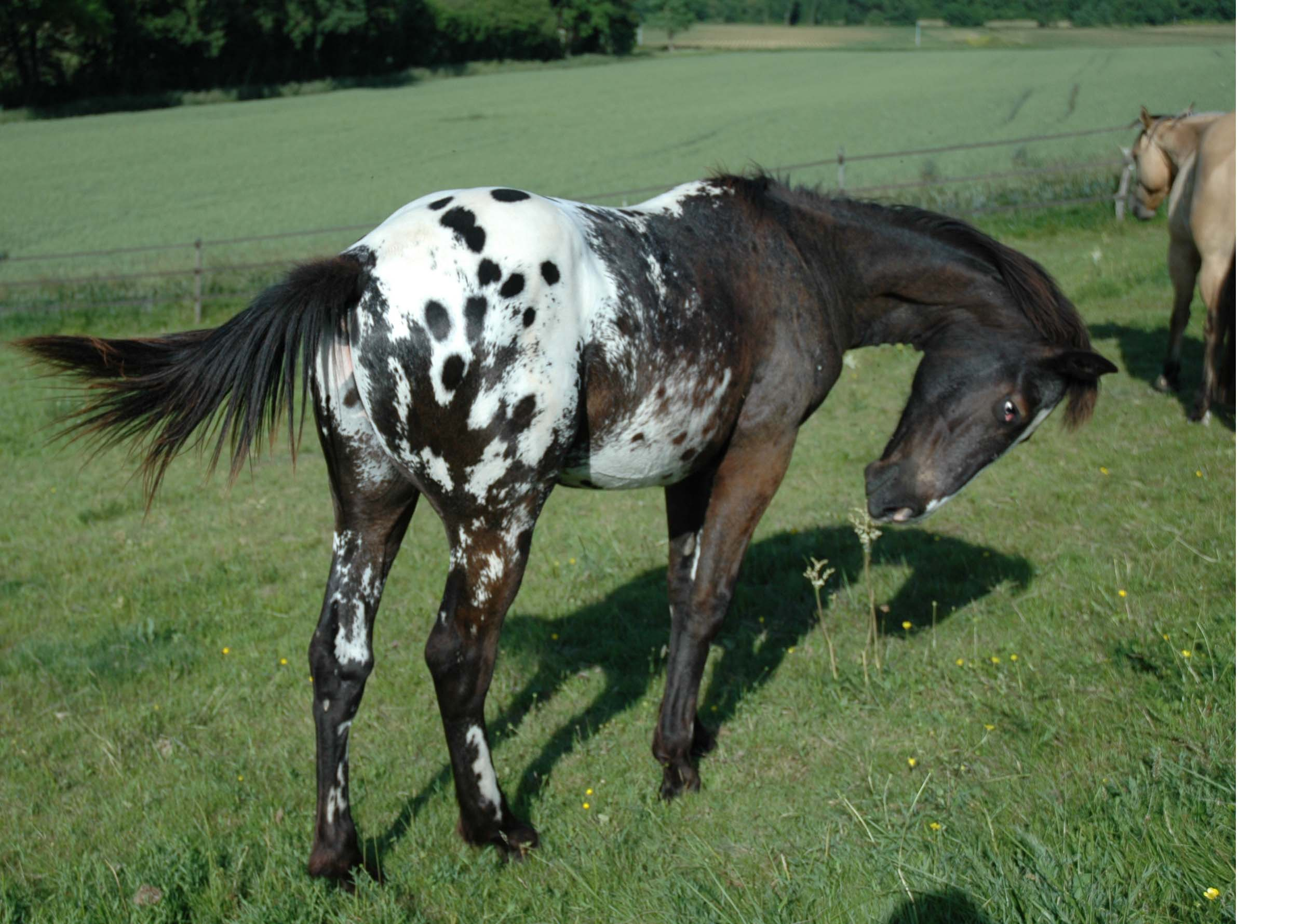
Ejemplar de appaloosa

Cuando entra en la iglesia se encuentra allí con Trini, novia a la fuerza de Chuy Medina, jefe de una banda de malhechores, a quien fue vendida por sus padres cuando ella tenía quince años. Al salir Trini del templo ve el caballo de Mateo y se apropia de él para intentar huir de su posesivo prometido, pero es descubierta por los hombres de este.
Para salvar las apariencias ante sus secuaces, Chuy intenta comprarle el caballo a Mateo, pero este se niega a vendérselo. El bandido, entonces, roba el appaloosa, humilla a Mateo y marcha con toda su banda a su guarida en Cocatlan.
Allí irá también Mateo para recuperar su semental, a pesar de los intentos de Paco y de Ana, la mujer de este, por disuadirlo de su intención.

## Producción
El título de trabajo del film fue Southwest to Sonora. 
El rodaje se llevó a cabo en:
- Lancaster, California, USA
- Montañas de San Bernardino, cerca de Wrightwood, California, USA
- St. George, Utah, USA

Fue estrenada en Nueva York el 15 de septiembre de 1966.
La película fracasó estrepitosamente en las salas de proyección y en su posterior distribución para la televisión «su impacto se vio reducido por la pérdida de nitidez en el único aspecto en el que la película destacaba: su fotografía paisajística».